# Nycklamakten
Nycklamakten är en teologisk term inom kristen själasvårdslära som avser den fullmakt som Kristus överlämnat till kyrkan och dess ämbete att lösa eller binda i synd. Den är motiverad i Matteusevangeliet 18:18 och Johannesevangeliet 20:23. Martin Luther utlade sin lära om nycklamakten i boken Von den Schlüßeln 1530 och markerade att den gäller endast andliga ting och bland kristna. Nycklamakten utövas i den enskilda själavården, bikten, och i det allmänna skriftermålets s.k. avlösning och är där tillsägelse av Guds förlåtelse. Nycklamakten anses emellertid ha två poler: den som ångrar och begär sina synders förlåtelse "för Jesu skull"  skall lösas från dem, medan den som inte ångrar dem och ändå vill ha förlåtelse skall förklaras vara bunden i dem tills ångern inträder.